# 福尔东贾努斯
福尔东贾努斯（義大利語：Fordongianus），是意大利奥里斯塔诺省的一个市镇。总面积39.4平方公里，人口966人，人口密度24.5人/平方公里（2009年）。ISTAT代码为095020。